# Feröer címere

Feröer címere

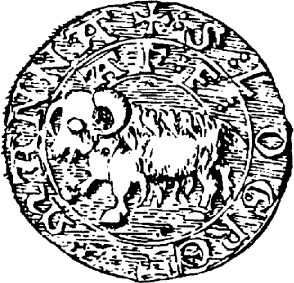
Feröeri címer 1533-ból (Andras Guttormsson pecsétje

A dán királyi címer, benne a feröeri kossal

Feröer címere kék pajzson aranyszarvú ezüst kost (feröeriül: veðrur) ábrázol. Ez a változat 2004 óta van használatban.

## Történelem
A kos azért Feröer címerállata, mert a szigetcsoport elnevezése valószínűleg a Juh-szigetek névből ered, amit a juhok nagy száma is indokol. A mai címer a kirkjubøuri Szent Olaf-templom székein látható, kost ábrázoló 15. századi címerre vezethető vissza.
A Løgting szintén kost ábrázoló pecsétet használt, ám 1816-os megszüntetése után ez feledésbe merült olyannyira, hogy a Løgting 1852-es visszaállítása után, sőt a II. világháború alatti viszonylagos függetlenség időszakában sem használták. A kosos címer viszont 1819-ben a dán királyi család címerének részévé vált, és mind a mai napig az is maradt.
Az 1948-as autonómiatörvény visszaállította a løgmaður tisztséget: innentől fogva a feröeri miniszterelnököt nevezik így. Ő választotta magának 1950-ben jelképül a kosos címert, pontosabban annak egy kör alakú változatát, amelyen csak a kos feje látható.
A jelenlegi címer 2004 óta van használatban. A kormány, a kormányfő és Feröer hivatalos képviselői használhatják, de néhány intézmény még a régi címert használja. A címer jelenlegi grafikája Ronny Andersen dán királyi címerfestő munkája.